# Vanilla francoisii
Vanilla francoisii H.Perrier, 1939 è una pianta della famiglia delle Orchidacee, endemica del Madagascar.